# Hans Hüttig
Hans Hüttig, född 5 april 1894 i Dresden, död 23 februari 1980 i Wachenheim, var en tysk SS-Sturmbannführer och lägerkommendant. 

## Biografi
Med början 1933 tjänstgjorde han i en rad olika koncentrationsläger: Sachsenburg, Dachau och Lichtenburg. År 1938 blev han adjutant åt kommendanten i Buchenwald, Karl Otto Koch. Året därpå utsågs han till adjutant åt kommendanten i Flossenbürg för att 1940 bli Schutzhaftlagerführer i Sachsenhausen. I april 1941 utnämndes Hüttig till lägerkommendant i Natzweiler-Struthof, men redan påföljande år kommenderades han till Grini i Norge, där han fick befälet över lägrets vaktmanskap.
I januari 1944 ägde den så kallade bunkertragedin rum i lägret Herzogenbusch, beläget i närheten av Vught. En kvinna blev inspärrad i lägrets fängelse, kallat "bunkern", men de övriga kvinnorna protesterade mot detta. Kommendanten Adam Grünewald lät då stänga in så många som 74 kvinnor i en cell på 9,5 m² i 14 timmar, vilket fick till följd att tio av dem avled. Grünewald avskedades och Hüttig efterträdde honom; Hüttig innehade denna post till september 1944, då lägret evakuerades.
Efter andra världskrigets slut greps Hüttig och hamnade i allierad fångenskap. År 1954 dömdes han av en fransk militärdomstol till livstids fängelse, men han frigavs redan efter två år.